# Pseudolimnophila polytila
Pseudolimnophila polytila är en tvåvingeart som beskrevs av Alexander 1955. Pseudolimnophila polytila ingår i släktet Pseudolimnophila och familjen småharkrankar.
Artens utbredningsområde är Madagaskar. Inga underarter finns listade i Catalogue of Life.